# Allium tripedale
Allium tripedale — вид трав'янистих рослин родини амарилісові (Amaryllidaceae), поширений у західній Азії.

## Поширення
Поширений у західній Азії — Туреччина, північно-західний Іран, Ірак, Північний Кавказ, Закавказзя.